# Сорли Бой Макдонелл
Сомерли Буйдхе Мак Домнайлл (Сорли Бой Макдонелл, гэльск. Somhairle Buidhe Mac Domhnaill; 1505 — 1590, Замок Дунанини) — шотландско-ирландский феодал, пятый сын Александра Макдональда (ок. 1480—1538), пятого вождя клана Макдональд из Даннивега (1499—1538), и Кэтрин Макдональд, дочери лорда Арднамурхана. Самый известный из Макдональдов в графстве Антрим, который сопротивлялся королю Тирона Шейну О’Нилу и английской короне, пытавшимся изгнать его клан из Ирландии.

## Клан Макдональд
Макдоннеллы в Антриме (Северная Ирландия) были септом мощного шотландского клана Макдональдов, который вёл своё происхождение от клана Сомерли (потомков Сомерленда, короля Островов). В 1499 году Джон Мор Танистер Макдональд (ум. 1427), предок Сорли Боя, бежал в Ирландию, где женился на Маргарет Биссет, дочери лорда Гленса из графства Антрим. В начале XVI века Макдональды из Шотландии, недовольные правлением короля Якова IV Стюарта, стали переселяться в Северную Ирландию, где оседали в Гленсе и Ратлине. После гибели в 1522 году Мака Эойна Биссета, сторонника клана О’Нил, Макдоннеллы (Макдональды) стали претендовать на владения рода Биссет в графстве Антрим. Английская колониальная администрация также претендовала на Ольстер. Король Шотландии Яков V Стюарт благоприятствовал переселению клана Макдональд в Ирландию в 1530-х годах, он даже вернул им конфискованные ранее у них Кинтайр и остров Айлей.

## Военачальник
Клан Макдоннелл сопротивлялся попыткам королей Англии и Шотландии подчинить его своей верховной власти, сохраняя за собой земли на западных островах Шотландии и в Ольстере.
Сорли Бой Макдонелл родился в замке Дунанини возле Балликалса в графстве Антрим в Ирландии. В 1550 году Сорли Бой был взят в плен англичанами и провёл в Дублинском замке в заключении 12 месяцев. В следующем 1551 году, благодаря усилиям своего старшего брата Джеймса Макдонелла, 6-го вождя клана Макдональд из Даннивега (1538—1565), Сорли Бой был освобождён из заключения.
После своего освобождения Сорли Бой Макдоннелл получил большой выкуп за захваченного констебля замка Каррикфергус и начал борьбу против ирландского клана Макквиллан. Этот клан был непосредственным соперником Макдональдов в Ирландии. Из своего замка Данлюс Макквилланы угрожали владениям Макдоннеллов в районе Рут (графство Антрим). В 1558 году после смерти другого брата Колла Джеймс Макдоннелл, вождь клана Макдональдов из Даннивега, передал во владение Сорли Бою лордство Рут. Сорли Бой Макдоннелл собрал войско на побережье для борьбы против клана Макквиллан, бывшего союзника клана Макдоннелл. В июле 1559 года Сорли Бой высадился в заливе Маркетон и атаковал Макквилланов при Бонамарги, нанеся им большие потери. Затем Сорли Бой Макдоннелл напал на Макквилланов и разбил их в битве при Бил а Фаула, заставив врага отступить на юг с большими потерями. В ряде последующих столкновений Макквилланы были побеждены и изгнаны из Рута.
Английское правительство, пытавшееся подчинить своей власти Северную Ирландию, активно вмешивалось в борьбу северо-ирландских кланов О’Нилл и О’Доннелл, стремясь подчинить их обоих своей власти. Сорли Бой Макдоннелл, женатый на сводной сестре короля Тирона Шейна О’Нила, также оказался втянут в эту борьбу.
После вступления на престол английской королевы Елизаветы Тюдор в 1559 году Сорли Бой Макдоннелл встретился с Томасом Рэдклиффом, 3-м графом Сассексом, лордом-лейтенантом Ирландии, который утвердил от имени королевы за ним его ирландские владения. В 1562 году король Тирона Шейн О’Нилл предпринял визит в Лондон, где был признан королевой Елизаветой в качестве главы клана О’Нилл. Но в следующем 1563 году английский наместник граф Сассекс начал военную кампанию против Шейна О’Нилла, в которой Сорли Бой Макдоннелл сыграл свою роль. Летом 1564 года Шейн О’Нилл победил Сорли Боя в битве при Колрейне, а в 1565 году вторгся в Гленс, уничтожая там шотландские поселения. В мае того же года в битве при Глентаси Шейн О’Нилл одержал решительную победу над Макдоннеллами, братья Джеймс и Сорли Бой Макдоннеллы были взяты в плен. Замок Данлюс также попал в руки Шейна О’Нила. Вскоре Джеймс Макдоннелл скончался в плену, а Сорли Бой Макдоннелл оставался в заключении до 1567 года, во время заключения он смог заслужить доверие своего противника. После своего поражения от клана О’Доннелл в битве при Фарсетморе Шейн О’Нил решил обратиться за помощью к Макдоннеллам. Он освободил пленного Сорли Боя и вдову его покойного брата и вместе с ними прибыл в Кушендан, рассчитывая заключить союз с шотландцами. В замке Кара, возле Кушендана, на побережье Антрима, Шейн О’Нил был 2 июня 1567 года убит Макдоннеллами. Сорли Бой Макдоннелл сразу же отбыл в Шотландию и вернулся в залив Маркетон с отрядом из 600 шотландцев, в присутствии которых он поклялся больше никогда не покидать Ирландию.
В 1569 году был заключён альянс между О’Нилами и Макдоннеллами. На острове Ратлин Турлох Луйнех О’Нил (1567—1593), преемник Шейна, женился на Агнессе, вдове Джеймса Макдоннелла, старшего брата Сорли Боя. В течение следующих нескольких лет Сорли Бой Макдоннелл стремился сорвать планы сэра Томаса Смита, а затем и Уолтера Девере, графа Эссекса, по колонизации Ольстера английскими поселенцами. После отступления в Шотландию Сорли Бой вернулся и безуспешно пытался захватить замок Каррикфергус, где стоял английский гарнизон.
Граф Эссекс, заключив перемирие с Турлохом Луйнехом О’Нилом, выступил против шотландцев и победил Сорли Боя Макдоннелла в битве при замке Тум. Граф Эссекс вынужден был отступить в Каррикфергус, откуда организовал рейд на остров Ратлин. Джон Норрис и Фрэнсис Дрейк на судах из Каррикфергуса напали на Ратлин, где находились дети и ценности Сорли Боя, а также семьи его вассалов. Англичане перебили около 700 женщин и детей на острове. В ответ Сорли Бой Макдоннелл напал на замок Каррикфергус и взял его, частично восстановив свою власть в Гленсе и Руте.
В апреле 1583 года клан Макквиллан предпринял последнюю попытку победить Макдоннеллов и восстановить свою власть над Рутом. Макквилланы решили воспользоваться тем обстоятельством, что Сорли Бой Макдоннелл выделил значительные силы на помощь своему союзнику Турлоху Луйнеху О’Ниллу, главе клана О’Нилл. В союзе с сэром Хью Макфелимом Бакахом О’Ниллом из Эдиндаффкаррига и вместе с английским отрядом под командованием сенешаля Клэндебоя капитана Чаттертона Макквилланы совершили нападение на северные долины. Сорли Бой Макдоннелл собрал небольшой отряд и напал на главный лагерь противника на Слив-на-Аура, возле Балликасла. Макквилланы потерпели сокрушительное поражение от шотландцев. Хью Мак Фелим О’Нил и капитан Чаттертон бежали, но были настигнуты и убиты. Рори Ог Макквиллан, вождь клана Макквиллан, также пытался спастись бегством, но был пойман и убит.
После победы Сорли Боя Макдоннелла над Макквилланами ирландский наместник сэр Генри Сидни договорился с ним о заключении перемирия, хотя он поддерживал притязания Макквилланов на лордство Роут и претензии племянников Сорли Боя (сыновей вдовы Агнессы) на лордство Гленс. При помощи союза с главой клана О’Нил Турлохом Луйнехом О’Нилом Сорли Бой Макдоннелл смог укрепить свои позиции в Северной Ирландии.
В 1584 году новый английский наместник сэр Джон Перрот предпринял военный поход на Антрим, чтобы изгнать оттуда шотландских переселенцев. Сорли Бой Макдоннелл отплыл в Шотландию за подкреплением, а затем в январе 1585 года высадился в Кушендане с войском, но после первых успехов был вытеснен обратно в Шотландию. Сорли Бой Макдоннелл предложил сэру Джону Перроту заключить перемирие, но последний отказался. Вскоре Сорли Бой Макдоннелл вернулся с войском в Ирландию и вернул себе замок Данлюс. Джон Перрот неохотно начал переговоры с Сорли Боем и отправил к нему в качестве своего эмиссара сэра Уильяма Уоррена, отец которого, Хамфри, хорошо знал Сорли. Уоррен смог убедить Сорли Боя примириться с англичанами. Летом 1586 года Сорли Бой Макдоннелл прибыл в Дублин, где принес присягу на верность английской королеве Елизавете Тюдор. Когда ему показали отрубленную голову его сына, которая висела на воротах Дублинского замка, Сорли Бой Макдоннелл дал незабываемый ответ: «Мой сын имеет много голов».
После принесения присяги Сорли Бой Макдоннелл получил на себя и своих наследников королевскую грамоту на большую часть лордства Рут, между реками Банн и Буш. Также Елизавета Тюдор пожаловала ему должность констебля замка Данлюс. Месяцем ранее, племянник Сорли Боя получили королевскую грамоту на владение большей частью лордства Гленс. Согласно англо-шотландскому договору в Бервике (1586), Макдоннеллы получили разрешение на постоянное проживание в Северной Ирландии.
В 1590 году Сорли Бой Макдоннелл скончался в своём замке Dunanynie и был похоронен в монастыре Бонамарги в Балликасле, традиционном месте захоронения клана Макдоннелл.

## Семья
Его первой женой была Мэри О’Нил, дочь Конна О’Нила, 1-го графа Тирона (ум. 1559), и сводная сестра Шейна О’Нила (1530—1567). Их дети:
- Аластер Макдонелл, погиб в бою в 1585 году
- Доннелл Макдоннелл
- Джеймс Макдоннелл (ум. 1601)
- Рэндал Макдоннелл, 1-й граф Антрим (ум. 1636)
- Ангус Макдоннелл
- Лудар Макдоннелл
- дочь, жена вождя клана Макнотен
- дочь, жена вождя клана Макквиллин
- дочь, жена Кормака О’Нила
- дочь, жена Мадженниса, лорда Ивеаха
- дочь, жена Шейна О’Нила из Клэндебоя

В 1588 году, когда ему уже было за 80 лет, Сорли Бой Макдоннелл женился вторым браком на дочери Турлоха Луйнеха О’Нила (ум. 1600), правителя Тирона и главы клана О’Нил (1567—1593).